# Jakub de Bourbon-La Marche
Jakub I de Bourbon-La Marche (ur. 1319, zm. 6 kwietnia 1362) – syn Ludwika I, księcia Burbonii, i Marii d’Avesnes. Hrabia Ponthieu w latach 1351–1360, hrabia La Marche od 1356 do swojej śmierci.

## Życiorys
W 1349 Jakub uzyskał tytuł generalnego kapitana Langwedocji, a w 1354 konetabla Francji. Znudzony wiecznymi intrygami politycznymi, zrezygnował z urzędu konetabla w maju 1356. Walczył w bitwie pod Crécy (1346) (gdzie został ranny) oraz w bitwie pod Poitiers (1356). Trafił do angielskiej niewoli, a wypuszczono go na mocy traktatu z Brétigny. Ten sam traktat oddał Anglikom hrabstwo Ponthieu. Jakub jednak odziedziczył hrabstwo La Marche po swoim bracie Piotrze, który zginął pod Poitiers.
Pokój zawarty na mocy traktatu był jednak iluzją. Anglia i Francja zawiesiły broń, lecz żołnierze obu stron nadal napadali i grabili wsie oraz miasteczka, domagali się też płacenia okupu w zamian za pozostawienie w spokoju. Niedługo po powrocie Jakuba z niewoli, król Jan II Dobry poprosił go o zebranie armii przeciw grasującym żołnierzom angielskim. Jakub zastosował się do prośby króla, ale on i jego wojska zostali dotkliwie pokonani w bitwie pod Brignais (niedaleko Lyonu). Jakub i jego najstarszy syn zostali śmiertelnie ranni.

## Potomstwo
W 1335 poślubił Joannę de Chatillon, córkę Hugona de Chatillon, pana Leuze. Para miała dzieci:
- Izabelę (1340–1371), od 1362 żonę Ludwika II - wicehrabiego Beaumont-au-Maine, od 1364 żonę Boucharda VII – hrabiego Vendôme,
- Piotra II, hrabiego La Marche (1342–1362),
- Jana I, hrabiego La Marche (1344–1393),
- Jakuba, barona Argies (1346–1417), od ok. 1385 męża Małgorzaty (Marguerite), pani Preaux.